# Felipe Santiago Salaverry
Felipe Santiago Salaverry del Solar, född 3 maj 1806, död 18 februari 1836, var en peruansk soldat och politiker som var Perus president 1835–1836.

## Biografi
Salaverry föddes 1806 i Lima och studerade vid College of San Carlos i Lima. När José de San Martín anlände till Peru 1820, lämnade Salaverry college trots faderns motstånd, och tog sig till Huauraprovinsen, där han anmälde sig som frivillig till generalen och hans styrkor. San Martin värvade Salaverry som kadett för bataljonen Numancia, för en kampanj mot spanjorerna. Han ledde det peruanska kavalleriet i striderna vid Junín och Ayacucho, och hjälpte till att säkra Perus självständighet och besegra den spanska armén. Efter upprättandet av republiken Peru steg Salaverry snabbt i graderna. Den 9 de junio de 1834 utnämndes han till brigadgeneral. Vid en ålder av tjugoåtta fick Salaverry rang som generalinspektör för den peruanska armén.
När garnisonen i Callao gjorde uppror i januari 1835, mot dåvarande presidenten Luis Orbegoso, och uttalade sig till förmån för La Fuente, besegrade Salaverry rebellerna. Orbegoso utnämnde honom till guvernör över fästningen Real Felipe. Men den 23 februari grep Salaverry till vapen mot regeringen. Efter att Orbegoso övergett Lima, ockuperade Salaverry huvudstaden och utropade sig själv till "republikens högsta chef" den 25 februari. På några månader hade han makten över södra Peru, och Orbegoso drog sig tillbaka med en liten styrka till de norra provinserna.
Han sökte ingripande av Andrés Santa Cruz, ledaren för Bolivia, med vilken Orbegoso slöt ett fördrag som gav Santa Cruz en tredjedel av Peru. Strax efter detta invaderade den bolivianska armén Peru och Salaverry drog sig tillbaka till staden Arequipa. Salaverry ockuperade staden Arequipa, men tvingades lämna det på grund av invånarnas fientlighet, som öppet stödde Santa Cruz och Orbegosos federationsplaner, eftersom en eventuell union med Bolivia skulle gynna handeln mellan provinserna.
Även med dessa taktiska nackdelar, förföljde Salaverry ihärdigt den bolivianska armén tills han nådde dess eftertrupp vid Uchumayo-bron (4 februari 1836), där han utkämpade en segerrik strid som uppmuntrade honom att fortsätta och lita på en snabb seger över resten av Santa Cruz´ styrkor. I den sammandrabbningen spelades en marsch komponerad av Manuel Bañón för den högste chefen, kallad ’’La Salaverrina’’, men som från och med då blev känd som El ataque de Uchumayo. Än idag är det den peruanska arméns mest populära och välkända marsch.
Tre dagar senare, den 7 februari, drabbade båda arméerna samman i det blodiga slaget vid Socabaya, där den unge 28-årige ledaren blev fullständigt besegrad. Han lyckades fly och efter att ha vandrat i flera dagar för att ansluta sig till den peruanska flottan som var stationerad vid kusten vid Islay i Arequipa, tillfångatogs Salaverry av general Miller. Salaverry kapitulerade och lovades bli skonad till livet. Han fördes till Andrés de Santa Cruz, fick en summarisk rättegång och trots löftet att han skulle skonas, dömdes Salaverry och hans generalstab till döden. Hans sista önskan var en penna och några sidor, på vilka han skrev tre dokument: sitt testamente, ett brev till sin fru Juana Pérez, och en protest "inför Amerika" (ante la América) för hans avrättning. Han arkebuserades på Plaza de Armas i Arequipa, bredvid sina huvudofficerare. Det sägs att när gevärsmännen sköt den första salvan föll alla döda, utom Salaverry, som stod upp, tog ett steg tillbaka och sa: "Lagen skyddar mig". Men en ny salva gjorde slut på hans liv (18 februari 1836). Efter hans död bildades Peru-bolivianska konfederationen, en politisk enhet som bestod till 1839.
Salaverrys fältjacka, den han bar när han avrättades, visas idag på Museo Oro del Perú i Lima, Peru.